# Logométrie
La logométrie (logos = discours ; métrie = mesure) est une méthode d’analyse et d'interprétation des discours utilisée dans les sciences humaines et sociales (linguistique, histoire, littérature, sociologie). Cette méthode d'analyse, assistée par ordinateur, combine lecture qualitative et lecture quantitative des corpus numériques. Elle combine aussi lecture globale (tout le discours) et lecture locale (les unités du discours) pour construire l'interprétation.
Épistémologiquement, la logométrie se rattache à l’analyse du discours, à la linguistique des textes et à la sémantique de corpus. Techniquement, elle s’appuie sur l’hypertextualité des corpus numériques (navigation hypertextuelle, index, concordancier) d'une part, et sur l’analyse de données et la statistique textuelle (tableau de fréquences et de distribution du vocabulaire, calcul de distance intertextuelle, classification, cooccurrences, etc.) d'autre part.
La logométrie se présente comme un prolongement naturel de la lexicométrie (mesure du lexique) et de la textométrie (mesure du texte). Seulement, c’est le discours ou logos (discours politique, discours littéraire, discours médiatique, discours scientifique) dans ses dimensions linguistiques et sociales qui est son objet. Depuis le début des années 2020, la logométrie intègre des algorithmes d'Intelligence artificielle et de Deep learning pour affiner sa prédiction et sa description des textes.

## Histoire de la méthode
Amorcée par les travaux du Cercle linguistique de Copenhague ou ceux du statisticien écossais G. U. Yule (The Statistical Study of Literary Vocabulary, 1940), la logométrie poursuit son développement au XXIe siècle dans le cadre des humanités numériques. Elle s’inscrit néanmoins dans une histoire française et internationale qui remonte à l’instrumentation de l'analyse du discours par l’informatique dès le milieu du XXe siècle et le développement de la statistique textuelle à partir des années 1960-1970. Comme pionniers, on cite aussi bien Zellig Harris que Michel Pêcheux, Jean-Paul Benzécri que Charles Muller, Jean Dubois que Pierre Guiraud, Maurice Tournier qu'Étienne Brunet.
Son développement actuel bénéficie de la multiplication et de la disponibilité des corpus numérisés, du développement et de l'usage de logiciels appropriés (Alceste, Hyperbase, Iramuteq, Lexico, TXM, etc.), et de la maturation scientifique de l'analyse des discours en SHS (linguistic turn, tournant herméneutique, sémantique de corpus).

## Définition
Pour Francine Mazière dans son Que sais-je ? sur l'analyse du discours, la logométrie est avant tout un « retour » assisté par ordinateur vers les unités du discours afin de consolider l'interprétation. Pour Laurent Rouveyrol, il s'agit d'une méthode ouverte et « intégrative » dont « l'objet essentiel est de rendre compte de la relativité des stratégies » discursives mise en place par les locuteurs. Pour le linguiste Pierre Fiala, la logométrie est un prolongement ambitieux de la textométrie mais « encore loin d'un traitement transversal des textes ». Damon Mayaffre définit pour sa part la logométrie dans sa thèse d'Habilitation à diriger des recherches comme une méthode interprétative (articulation global/local ; objectivation des parcours interprétatifs) dont il met en valeur l'outillage linguistique, informatique et statistique dans la continuité mais le dépassement de la lexicométrie traditionnelle :

« Ensemble de traitements documentaires et statistiques du texte et des discours qui ne s'interdit rien pour tout s'autoriser ; qui dépasse le traitement des formes graphiques sans les exclure ou les oublier ; qui analyse les lemmes ou les structures grammaticales sans délaisser le texte natif auquel on est toujours renvoyé. C'est finalement un traitement (semi-)automatique global du texte dans toutes ses dimensions : graphiques, lemmatisées, grammaticalisées. L'analyse ainsi portera sur toutes les unités linguistiques de la lettre aux isotopies, en passant par les n-grams, les mots, les lemmes, les co-occurrences, les codes grammaticaux, les bi-codes ou les enchaînements syntaxiques. »

## Périmètre et soutien institutionnel
La logométrie se distingue d'un côté du traitement automatique du langage naturel (TAL), de la fouille de textes ou de l'analyse de contenu par son souci philologique et linguistique pointu des textes et des discours : les corpus analysés recueillent des discours dument identifiés et critiqués par l'analyste qui entend produire une analyse socio-linguistique fine.

La logométrie se distingue de l'autre côté de la linguistique textuelle ou l'analyse du discours traditionnelles par sa méthodologie informatisée et l'usage des statistiques.

La logométrie prolonge la lexicométrie et la textométrie en définissant le discours (logos), après le lexique et le texte, comme son objet.

Présente dans plusieurs universités, la logométrie bénéficie à l'université de Nice Sophia Antipolis d’une équipe de recherche du CNRS et d'un site qui lui est dédiée : Logométrie et corpus politiques, médiatiques et littéraires (UMR 7320, Bases, Corpus, Langage).

## Principes et valeurs
La logométrie affiche deux principes fondateurs : la contextualisation des unités et la mesure de leur régularité dans le corpus ; il s'agit donc aussi bien de lire que de compter.
1. Contextualisation : le sens des unités du discours nait de leurs contextes d'utilisation. C'est par l'usage que l'on définit le sens des mots. La convocation des passages du corpus et le retour au texte, outillés par l'informatique (indexation et moteur de recherche), deviennent ainsi une priorité des analyses logométriques.
2. Régularité et saillance : la valeur des unités du discours nait de leur régularité ou irrégularité d'emploi dans le corpus. L’absence, la fréquence, la répétition, la répartition sont des indices quantitatifs essentiels (tableau de fréquences, approche probabiliste du vocabulaire, analyse factorielle des correspondances de tables lexicales, calcul de cooccurrences, etc.) dans le parcours interprétatif.

La logométrie prétend avoir deux valeurs : descriptive et heuristique ; il s'agit donc aussi bien d'attester que d'interpréter, de trouver que de chercher.

1. Description : l'ordinateur est convoqué pour produire une description la plus systématique et exhaustive possible de gros corpus numériques [9]. Dans le meilleur des cas, cette description exhaustive peut prendre valeur probatoire.
2. Heuristique : la lecture numérique et le traitement statistique doivent permettre de fournir des chevilles interprétatives différentes et inattendues par rapport à la lecture naturelle et oculaire des textes. Le plus souvent, la lecture logométrique a donc une valeur heuristique, herméneutique, suggestive.

## Domaines d’application
Parce que le discours est lui-même un objet interdisciplinaire selon les théoriciens de l'analyse du discours, le champ des études logométriques est varié : 
- L'histoire
- La linguistique
- La littérature
- La psychologie sociale et la psychologie cognitive
- Les sciences politiques
- La sociologie

## Logiciels
Les logiciels universitaires pour l'analyse des discours sont nombreux. Ceux que convoque la logométrie permettent à la fois le traitement statistique et le retour au texte. Ils doivent offrir la panoplie des outils développés depuis les années 1980 jusqu'à aujourd'hui pour rendre compte du corpus (index fréquentiel, dictionnaire, calcul du vocabulaire spécifique, concordancier, traitement des occurrences et des cooccurrences, statistiques multidimensionnelles (AFC) outils de classification, graphes et réseaux de mots, etc.). Par exemple : 
- Alceste[3]
- Hyperbase[12]
- Iramuteq[13]
- Le Trameur[14]
- Lexico[15]
- TXM[16]